# Wuhan Gators
Gli Wuhan Gators sono una squadra di football americano di Wuhan, in Cina; fondati nel 2016 a Shenzhen come Shanzhen Naja, si sono trasferiti a Wuhan diventando Wuhan Gators nel 2018; hanno vinto il titolo della CAFL nel 2019.

## Dettaglio stagioni

### Tornei nazionali

#### Campionato

##### CAFL
| Stagione | regular season | regular season | regular season | regular season | regular season | regular season | playoff | playoff | playoff | playoff | playoff | playoff      | playoff             |
|          | Vin            | Par            | Per            | Tot            | PF             | PS             | Vin     | Per     | Tot     | PF      | PS      | risultato    | avversaria          |
| -------- | -------------- | -------------- | -------------- | -------------- | -------------- | -------------- | ------- | ------- | ------- | ------- | ------- | ------------ | ------------------- |
| 2016     | 2              | 0              | 3              | 5              | 222            | 215            | 1       | 0       | 1       | 46      | 30      | Quinto posto | Dalian Dragon Kings |
| 2019     | 3              | 0              | 0              | 3              | 28             | 6              | 1       | 0       | 1       | 30      | 22      | Campioni     | Beijing Lions       |
| Totale   | 5              | 0              | 3              | 8              | 250            | 221            | 2       | 0       | 2       | 76      | 52      |              |                     |

Fonti: Enciclopedia del Football - A cura di Roberto Mezzetti

## Palmarès
- 1 CAFL (2019)